# Studeněves
Studeněves (en allemand : Brunnendorf) est une commune du district de Kladno, dans la région de Bohême-Centrale, en République tchèque. Sa population s'élevait à 469 habitants en 2020.

## Géographie
Studeněves se trouve à 4 km à l'ouest-sud-ouest du centre de Slaný, à 11 km au nord-ouest de Kladno et à 33 km au nord-ouest de Prague.
La commune est limitée par Tuřany au nord, par Slaný à l'est, par Přelíc au sud et par Řisuty à l'ouest.

## Histoire
La première mention écrite de la localité date de 1372.